# Народная консерватория
Наро́дная консервато́рия  — музыкально-образовательное и просветительское учреждение, ставившее целью распространение музыкальных знаний среди широких кругов населения путём систематического обучения музыке, устройства общедоступных концертов, лекций. В отличие от «регулярной» консерватории, народная не готовила профессиональных музыкантов-исполнителей, хотя отдельные её выпускники достигали значительных высот в музыкальном искусстве. Наиболее известна Народная консерватория в Москве, существовавшая в 1906-1916 гг.

## Народные консерватории в дореволюционной России
Возникновение народных консерваторий в России связано с общественным подъёмом, вызванным 
Революцией 1905—07 годов; в их организации участвовали известные музыкальные деятели. Первая и самая успешная такая консерватория появилась в Москве в 1906 г., с 1907 года она стала отделением Московского общества народных университетов. Народные консерватории были также открыты в Петербурге (1908), Саратове (1912) и других городах.
Классы московской Народной консерватории, в которых все желающие (взрослые) могли обучаться игре на музыкальных инструментах, сольному и хоровому пению, пройти курс теории музыки, вели крупные музыканты; в их числе А. Д. Кастальский, С. И. Танеев, А. Б. Гольденвейзер, Л. В. Николаев, К. С. Сараджев, Ю. Д. Энгель, Б. Л. Яворский; особое внимание уделялось изучению народной песни (Е. Э. Линёва, Н. Я. Брюсова). В первый год её существования в разных районах города действовало 7 хоровых классов (свыше 600 учеников, преимущественно служащие и ремесленники). 
Народная консерватория была негосударственным учреждением, существовавшим на пожертвования Литературно-художественного кружка, других организаций и частных лиц. Плата за обучение в сольном отделении составляла 20 рублей за год, в хоровом отделении — 3 рубля (в то время обычные зарплаты составляли около 50 рублей в месяц, месячная аренда небольшой квартиры в Москве — 15-20 рублей).
Всего в период 1906—16 гг. в московской Народной консерватории прошли обучение около 2000 слушателей, среди выпускников хоровой дирижер А. В. Свешников, композитор Д. М. Мелких, певица Е. А. Степанова. Народная консерватория осуществляла также широкую концертно-лекционную работу: так, в сезоне 1907-08 гг. она провела семь публичных лекций в большой аудитории Политехнического музея и ряд камерных собраний. В 1916 году Народная консерватория в Москве прекратила своё существование.

## Народные консерватории в СССР (1920-е, 1960-е гг.)
После революции 1917 году в первые годы советской власти народные консерватории были воссозданы во многих городах (Витебске, Ташкенте, Киеве, Ярославле и др.). Основным контингентом стали рабочие и красноармейцы. Открылись хоровые классы, проводились концерты с участием P. M. Блуменфельда, Г. Г. Нейгауза, П. Коханьского и др.
В процессе реорганизации музыкально-учебного дела в 1920—1930 гг. народные консерватории постепенно утратили свой изначальный смысл и либо влились в уже имевшиеся обычные профессиональные музыкальные учебные заведения, либо явились базой для создания новых. Так, красноярскую Народную консерваторию, открытую в 1920 году (свыше 400 обучавшихся), уже в 1922 году преобразовали в музыкальный техникум, в 1936 году — в краевое музыкальное училище, а в 1961 — в Красноярское училище искусств.
В 1961 году народная консерватория была возрождена по инициативе П. А. Серебрякова в Ленинграде (позже народные консерватории открылись также в других городах СССР). Набор объявлялся раз в год по конкурсу; поступающие работали или учились и обычно имели стартовую подготовку на уровне ДМШ. Занятия (бесплатные, в вечернее время) проводили преподаватели Ленинградской консерватории П. А. Серебряков, Г. М. Бузе (фортепиано), Е. Г. Ольховский, хормейстер Кировского театра Л. М. Тепляков (вокал) и др. — частично в здании консерватории, частично в располагавшемся поблизости ДК им. Первой пятилетки. Организовывались концерты на предприятиях, в вузах. Прекратила существование в конце 1960-х гг.[уточнить]
Выпускники народных консерваторий затем сыграли определенную роль в музыкальном просвещении в своих городах, некоторые решили сменить профессию и поступили в музыкальные училища. Однако, несмотря на успехи и общественный интерес, возрождённые народные консерватории просуществовали недолго.
Впоследствии во многих крупных городах СССР (после 1991 г. — в странах бывшего СССР) открывались различные студии и музыкальные школы для взрослых. Подобные школы действуют и сейчас (например, Школа Сектора педпрактики Московской государственной консерватории, где учатся граждане возраста от 7 до 30 лет, без музыкального образования).

## Аналоги народных консерваторий за рубежом
Близким аналогом российских народных консерваторий была Венская народная консерватория, существовавшая в 1925—1938 гг. (музыкальный руководитель — дирижёр Фердинанд Гроссман). Она предназначалась для малоимущих учащихся и отличалась низкой платой; задачи и цели соответствовали российским. Идеология распространения музыкального образования в широкие народные массы привела к открытию под патронатом этой консерватории музыкальных школ в нескольких рабочих районах Вены.
Сейчас в странах Западной Европы для желающих любого возраста имеются организации типа российских «кружков» или музыкальных школ для взрослых. Такие школы пользуются спросом у образованной части населения Франции, Германии и других стран. Уровень сравним с аналогичными школами в РФ, при этом занятия ведут рядовые педагоги, как в ДМШ. Подобные организации формально решают те же задачи, что в своё время ставились перед народными консерваториями в России, но реально не могут быть сопоставлены, например, с ленинградской Народной консерваторией 1960-х гг., в которой уроки проводили известные музыканты в стенах «основной» консерватории.